# Etemon
Etemon (japanski: エテモン) je fiktivni lik iz Digimon franšize koji se pojavljuje kao negativac tijekom prve sezone animea. Etemon je Lutka Digimon na Ultra levelu, a njegovo ime dolazi od japanskog izraza Etekou (猿公), što znači majmun. Sam Etemon je humanoidni Digimon s kostimom majmuna, velikim sunčanim naočalama koje nikada ne skida i malenom lutkom Monzaemona koju nosi oko struka. Na lijevom uhu ima malu zlatnu naušnicu. Etemon pati od kompleksa manje vrijednosti i vrlo je očita imitacija Elvisa Presleyja, iako je njegovo pjevanje neugodno i kreštavo. Sam sebe često naziva Kraljem Digimona ili Najjačim Digimonom Ikad. Njegov rival je Volcamon, još jedan Digimon na Ultra levelu koji voli pjevati, iako obojica nemaju neke posebne glasovne mogućnosti.

#### Digimon Adventure
Etemon se prvi puta pojavljuje kao drugi protivnik Izabrane djece koji obitava na Serveru. Iako ih se od samoga početka želi riješiti, pobjesni kada sazna da su djeca stigla na otok na lokaciji koju on nije predvidio. Naime, njegov je izračun izbacio jednu lokaciju, no kako su djeca došla zajedno s Whamonom, stigla su na sasvim drugu lokaciju. 
Etemon se na samom početku pokazao kao iznimno umišljen i egoističan. Većinu vremena provodi u svojoj cisterni koja na stražnjoj strani ima njegovo lice, a vozi ju Monochromon. Njegovi najodaniji sluge, koji podnose čak i njegovo kreštanje, su Gazimoni, koji mu služe i kao špijuni i kao sluge i kao tehničari. Sebe smatra savršenim i nepogrješivim tako da svaki puta pobijesni kada se nešto loše dogodi, kao na primjer kada mu na samom početku računalo prestane raditi. Kada je od Gazimona saznao da su djeca u selu Pagumona, odmah se uputio, no kako nije stigao, emitirao je svoj hologram koji je neovisno o iluziji bio iznimno uvjerljiv i opasan, tako da su se djeca morala sakriti, zajedno sa svojim Digimonima, unutar spilje u kojoj je Tai pronašao svoj Simbol. 
Ubrzo Etemon namamljuje djecu u gladijatorsku arenu sličnu Koloseumu, gdje postavlja nogometno igralište. Ubrzo ih bez većih poteškoća, sve izuzev Agumona, zarobljava unutar golova čije su mreže elektrizirane. Na djecu, kojima se obraća preko velikog video zida, šalje zlog Greymona koji djeluje znatno snažnije nego Taijev. Djeca i dalje ostaju zatočena sve dok Joey ne ustanovi kako je ploća na kojoj stoje zapravo njegov Simbol i njezinom nestankom nastaje tajni prolaz kroz kojeg djeca bježe. No, Taijevo forsiranje i kriva prosudba dovode do Mračne Digivolucije u SkullGreymona, koji počinje razarati sve na što naiđe, pa se čak i Etemon, koji je cijelo vrijeme likovao, mora povući. 
Djeca, nakon pobjede nad Kokatorimonom, još jednim Etemonovim podređenim, i pronalaska Mimijinog Simbola, ubrzo nailaze na Piximona i odlaze u njegovu začaranu kuću koja se iz vanjskog svijeta ne vidi, a Etemon intenzivno za njima traga. Kada Izzy i Matt izađu do bunara kako bi preuzeli svoje Simbole, Etemon ih otkrije i pošalje svog Tyrannomona, kojeg kontrolira preko niza kabela, na Piximona i djecu, a spas u zadnji čas bili su Tai i Agumon kojima je Piximonov trening pomogao da ponovo pronađu sebe. 
Daljnji put djecu vodi preko klanca u kojem T.K. nalazi svoj Simbol, a Izzy dobiva mail koji moli za pomoć, a zauzvrat nudi Sorin Simbol. Djeca odlaze do oburnute piramide i smišljaju plan kako prodrjeti u unutrašnjost, a da ih Etemonovi lakeji ne otkriju. Ubrzo nailaze na malenog Datamona, a nakon što ga oslobode dolazi i sam Etemon. Naime, Etemon i Datamon smrtni su neprijatelji. U njihovom međusubnom sukobu, Etemon je uspio poraziti i ozbiljno ozlijediti Datamona, no nakon što ga je ovaj zarobio, Datamon se uspio regenerirati i sada sniva osvetu protiv Etemona. Nakon početne zbunjenosti, Datamon bježi sa Sorom i Biyomonom, priznavši tako da je iskoristio djecu, a Etemon se bez većih problema obračunava s djecom i njihovim Digimonima te ih tako tjera u bijeg. Etemon tada ostaje u Piramidi i postavi impresivnu obranu, ali djeca smišljaju novi plan. Dok jedan dio namamljuje Etemona van Piramide, ostatak djece odlazi u donji dio, čije je postojanje otkrio Izzy, kako bi spasio Soru. Vani, Etemon je još jednom demonstrirao kako zna biti iznimno naivan, ali demonistrira i svoju iznimnu snagu i bez većih problema, s mnogo atraktivnih i brzih poteza, odnosi pobjedu u borbi s djecom i njihovim Digimonima. Nakon što shvati da je prevaren, pohita natrag prema Piramidi. 
Nedugo nakon što pronađu Datamona sa Sorom, djeca pokvare njegov plan, oslobode Soru i pobjegnu, a Etemon ostaje kako bi malenog Digimona dokrajčio jednom za svagda. No, lukavi Datamon aktivira mehanizam koji otvara pod te prostorije i stvara provaliju koja vodi direktno u Mračnu zonu. Iako se Etemon uhavtio za računalo, a Datamon za njegovu nogu, Datamon je poslao nekoliko Digi-bombi na Mračnu zonu kako bi se njezin utjecaj intenzivirao. Datamon u nju ubrzo upada i biva uništen, a za njim i Etemon, no on se uspije spasiti. Naime, njegovo tijelo nije uništeno već je dopola obuhvaćeno Mračnom zonom. Etemonu je to omogućilo spajanje s Mračnom zonom čime je postao još dodatno snažniji i krenuo dokrajčiti djecu. No, u tom trenutku Tai uspije inicirati pravu Ultra Digivoluciju. MetalGreymon uspije napasti Etemona, iako ovaj misli da je nepobjediv, i na koncu ga i potpuno poraziti, ali tada se aktivira prostorna rupa koja ususa Taija i MetalGreymona i vraća ih u Stvarni svijet. No, Etemonu tu nije bio kraj. 

#### Digimon Frontier
Etemonovo je pojavljivanje u četvrtoj sezoni, kao i kod Bakemona, svedeno isključivo na dva cameo nastupa. Jedan je bio tijekom Jesenskoga sajma, a drugi je bio u Digitamamonovom restoranu. 

#### Digimon Adventure V-Tamer 01
Etemonkey je Etemon koji se pojavljuje kao protivnik u prvih par poglavlja mange. On namješta i kontrolira brojne Ultra Digimone koji štite 5 V-Tagova. Iako je Deemonov podređeni, kasnije se ispostavlja kako je to postao jedino zato da se može igrati s ljudima i kako nema nikakvu namjeru boriti se protiv istih. Često ga se može vidjeti kako leti na skupini DemiDevimona ili kako jaše Monochromona. Subsekventno ga je ubio NEO-v SkullSatamon nakon što ga je Deemon optužio da je namjerno izgubio od Taichija i Zeromarua.

#### Digimon Adventure: Anode/Cathode Tamer
U ovoj se igri Etemon pojavljuje kao jedan od protivnika koje je Millenniummon oživio kako bi čuvao otetu Izabranu djecu. Kada ga Ryo porazi, oslobodi se dio djece koji je bio pod Etemonovom stražom.

#### Digimon Adventure 02: Tag Tamers
Etemon Digivoluira iz Raremona u MetalEtemona ako igrač posjeduje Digi-jaje i ne posjeduje KingEtemona u liniji 26.

#### Digimon Tamers: Brave Tamer
Etemon se pojavljuje kao protivnik u regiji Trap Crevasse. Karta s njegovim likom, naslovljena "PF Konzetsu Card", povećaje otpornost Digimona nad kojim je aktivirana.

#### Digimon Tamers: Digimon Medley
Etemon se kao protivnik pojavljuje na razini "Meikyuu no Nanomon" gdje se napada Izabranu djecu. Nakon što ga Tai porazi, Etemon lansira posljednji napad kako bi obojica nestala. 

#### Digimon World
Etemon u ovoj igri Digivoluira iz Sukamon, a može se dobiti ako igrač posjeduje Gold Banana. Divilji Etemon živi u kućici na stablu u regiji Native Forest i čeka da File City dobije 50 prosperitetnih bodova kada napada igrača. Nakon što ga igrač porazi, Etemon odlazi u File City, no ubrzo ga izbace zbog njegovog drskog ponašanja. Nakon toga se može susresti kako prodaje Gold Banane u blizini regije Digital Bridge. Postiji informacija da će Etemon igraču s vremena na vrijeme prodati Metal Banana, koja se koristi za Digivoluciju u MetalEtemona, no nema konkretnih dokaza za taj podatak.

#### Digimon World 2
Etemon Digivoluira iz Ogremon, a Digivoluira u MetalEtemona. Pojavljuje se i kao boss tijekom 11. misije, a nakon toga se često može susresti u divljini po raznim domenama. 

#### Digimon World 3
Etemon se može pronaći u regiji Asuka's West Sector, u domeni North Badlands West. Kada mu HP postane nizak tijekom borbe, često će se ga sam napuniti. Pobjeda nad njim može igraču donijeti Super Charge. Može se pronaći i u domeni Amaterasu's Duel Island, ali tu se igrač protiv njega može boriti samo kartama.

#### Digimon Digital Card Battle
Etemon spada među Rijetke karte i na Ultra levelu je, a igrač ga može dobiti ako na početku izabere Hawkmona za partnera. 

#### Digimon Battle Spirit
Etemon Digivoluira iz Sukamona.

#### Digimon World DS
Etemon Digivoluira iz Ogremona, a dalje može Digivoluirati ili u MetalEtemona ili u Piedmona. Može se susresti u regiji Tropical Isles.

#### Digimon World Data Squad
Etemon se može susresti u domeni Doomsday Foorest, a kada god se pojavi, promijeni se glazba u pozadini. 

#### Digimon World Dawn/Dusk
Etemon Digivoluira iz Minotarumona na LV34, a na LV46 Digivoluira u MetalEtemona. Može se susresti u regiji Proxy Island.

#### Digimon World Championship
Etemon Digivoluira ili iz Sukamona, s 8 borbi, ili iz Ogremona, s 4 kazne, ili iz Meramona, s vremenom. U MetalEtemona Digivoluira s 50 Virus AP i 14 borbi od kojih postotak pobjeda mora biti 50%+. U igri, kada igrač dobije mail od osobe po imenu MOTHER, Virus Digivolucija opisuje se kao izlaganje Etemona virusima, što znači treniranje Virus AP-a.

#### Digimon V-Pet Version III
Etemon Digivoluira iz Sukamona. Da bi se to dogodilo, igračev Sukamon mora imati barem 15 borbi s postotkom pobjede 40%+. Etemon je znatno jači od Andromona i Giromona, ostalih Ultra Digimona koji se pojavljuju u ovoj igri.

## Sposobnosti
- Šokantna serenada (Love Serenade) - počinje kreštavo i neugodno pjevati kako bi oslabio ili de-Digivoluirao protivnike, ili odbio napade.
- Mračna mreža - pomoću niza kabela može kontrolirati druge Digimone i uništiti bilo što što je u polju utjecaja istih.
- Mračna duša (Dark Spirits) - stvori kuglu mračne energije i lansira je na svog protivnika.

## Zanimljivosti
- Uz Myotismona (koji se vratio u čak dva navrata, kao VenomMyotismon i MaloMyotismon), Etemon je jedini neprijatelj Izabrane djece koji se nakon svog poraza vratio u jačem obliku. Tijekom vladavine Gospodara tame, Etemon se kratko vratio kao MetalEtemon.

## Vanjske poveznice
Etemon na Digimon Wiki